# Місто прийняв
«Місто прийняв» («рос. Город принял») — радянський художній фільм  В'ячеслава Максакова, знятий в 1979 році. Екранізація однойменної повісті  братів Вайнерів.

## Сюжет
Фільм розповідає про звичайний день чергової групи московської міліції. Старший інспектор карного розшуку капітан Станіслав Тихонов несподівано зустрічає своє перше кохання Риту Ушакову — лікаря і судово-медичного експерта. Сьогодні її перше чергування. А ось друг Станіслава, слідчий прокуратури Анатолій Скуратов, чергує в останній раз; втомившись від «суворої романтики», він вирішив піти в аспірантуру. За день група розкриває кілька самих різних злочинів: шахрайство, розбійний напад на квартиру, ловить телефонного хулігана і надає допомогу породіллі. Паралельно йде розслідування збройного пограбування ощадкаси, яке організував досвідчений кримінальник Шувалов.

## У ролях
- Михайло Чигарьов —  капітан міліції Станіслав Павлович Тихонов, старший інспектор карного розшуку
- Інна Аленікова —  Маргарита Ушакова, лікар
- Олександр Пороховщиков —  юрист 1-го класу, Анатолій Скуратов, слідчий
- Віктор Шульгін —  підполковник Григорій Іванович Севергін, оперативний черговий по місту
- Микола Граббе —  Ной Маркович Халецький, експерт-криміналіст
- Георгій Ніколаєнко —  старший сержант Олександр Задирака, водій оперативної машини
- Анатолій Наврузов —  старшина Юрій Одинцов, інспектор-кінолог
- Олександр Адабаш'ян —  Рудольф Вишеградський на прізвисько «Марчелло» — шахрай
- Руслан Ахметов —  капітан Дубровський, черговий на пульті
- Ніна Веселовська —  родичка потерпілої при грабежі
- Валеріан Виноградов —  Володимир Іванович Дементьєв, черговий ДАІ
- Валентина Воїлкова —  потерпіла (дівчина, якій дошкуляв телефонний хуліган)
- Расмі Джабраїлов —  епізод
- Володимир Дьомін —  чоловік породіллі
- Геннадій Донягін —  слідчий Ніканоров Василь Семенович
- Борис Кордунов —  підполковник Давидов
- Володимир Кузнецов —  підручний «Біса»
- Єлизавета Кузюріна —  сусідка, свідок квартирного пограбування
- Валерій Лисенков —  потерпілий від афери з мотоциклом «Ява»
- Сергій Єльцов —  потерпілий від афери з мотоциклом «Ява»
- Олег Мокшанцев —  полковник міліції
- Станіслав Міхін —  помічник слідчого
- Юрій Потьомкін —  Серостанов — старший
- Віктор Рождественський —  член слідчої групи
- Борис Сморчков —  таксист
- Данута Столярська — постраждала під час квартирного грабежу
- Олександр Сисоєв —  «Біс» — Фомін Сергій Іванович, квартирний грабіжник
- Ігор Сихра —  Серостанов-молодший
- Віктор Філіппов —  черговий майор міліції
- Юрій Шерстньов —  злодій Шувалов Петро Єгорович

## Знімальна група
- Режисер-постановник:  В'ячеслав Максаков
- Автори сценарію:  Георгій Вайнер,  Аркадій Вайнер
- Оператори:  Леонід Крайненков, Анатолій Климачов
- Художник-постановник:  Геннадій М'ясников
- Композитор:  Володимир Комаров